# Relaciones México-Malaui
Las naciones de Malaui y México establecieron relaciones diplomáticas en 1998. Ambas naciones son miembros de las Naciones Unidas.

## Historia
Malaui y México establecieron relaciones diplomáticas el 10 de diciembre de 1998. Los vínculos se han desarrollado principalmente en el marco de foros multilaterales. 
En noviembre de 2010, el gobierno de Malaui envió una delegación de 56 miembros para asistir a la Conferencia de las Naciones Unidas sobre el Cambio Climático de 2010 en Cancún, México.
En septiembre de 2014, Malaui participó con una delegación encabezada por el ministro de Finanzas, Planificación Económica y Desarrollo, Goodall Edward Gondwe, en la Reunión del Comité Directivo de la Alianza Global para la Cooperación Eficaz al Desarrollo (AGCED), que tuvo lugar en la Ciudad de México.

## Misiones Diplomáticas
- Malaui está acreditado ante México a través de su embajada en Washington D. C., Estados Unidos.[4]
- México está acreditado ante Malaui a través de su embajada en Pretoria, Sudáfrica.[5]